# 蝗蟲廣告
蝗蟲廣告是指部份香港網民在2012年2月1日《蘋果日報》和《爽報》刊登的全版彩色廣告，其衍生的中文互聯網用語體裁被稱為忍夠體。香港一群活躍於高登討論區及親子王國討論區的網民自發籌款100,000港元在香港《蘋果日報》刊登《香港人 忍夠了》的全版廣告，以表示對自香港回歸中華人民共和國，特別是自港澳個人遊以來，部份中國大陸人與香港人因為在生活習慣上的不同而產生的誤解，以及2001年莊豐源案判決以來大量雙非父母赴港生子而造成的香港公立醫院資源被中國大陸居民搶奪而造成短缺的不滿與抗議。此種體裁隨後迅速的在Facebook、新浪微博及人人網等社交網絡廣泛流傳開來，不少中國大陸網民利用這種體裁的形式創造出不同的版本，以表示他們對他們所述的不同問題的一種自嘲、娛樂和反諷的態度。

## 產生

2012年2月1日，部份香港網民在《蘋果日報》及《爽報》人刊登全版彩色廣告，以表示對近日來一系列大陸人與香港人發生衝突的不滿，以及長期以來因為莊豐源案的判決使得大量大陸孕婦赴港產子引起的爭議的抗議。廣告內容如下：
|  | -{ 你願意香港 每18分鐘 花$1,000,000 養育「雙非」兒童嗎？ 香港人，忍夠了! 因為明白你們受毒奶粉所害，所以容忍你們來搶購奶粉 因為明白你們沒有自由，所以招待你們來港「自由行」 因為明白你們教育落後，所以分享了教育資源給你們 因為了解你們看不懂正體字，所以在下面用了殘體字}- -{強烈要求政府修訂基本法24條！ 阻止大陸雙非孕婦無限量入侵香港！}- |

## 緣由
香港網民登廣告的直接緣由可以歸咎於2012年初大陸遊客在港鐵上進食，與香港市民發生口角衝突的事件。衝突發生後，北大教授孔慶東在大陸第一視頻網絡電視臺上回應稱部份香港人是狗，引起香港人強烈反彈。進而又有部份香港人以蝗蟲貶稱他們認為掠奪香港社會的資源、侵蝕香港核心價值的人群，主要形容來自中國大陸的新移民、沒有公德心的遊客及為求香港身份證來港產子的孕婦。並終於以刊登廣告的方式來表達對這部分大陸人的抗議。

## 爭議
廣告設計，是以一隻綠色類似蚱蜢昆蟲，伏在香港的著名山峰獅子石上。由於香港不少市民已經習慣稱呼部份掠奪資源的大陸人為蝗蟲，廣告出現後，不少大陸和香港人都認為這是一則帶有歧視性的廣告。
2012年2月2日廣告刊登後翌日，香港平等機會委員會（平機會）發出聲明，表示關注有報章刊出廣告，稱大陸人為蝗蟲，呼籲港人面對當前的社會情況應保持寬容和理性。
與自然界的蝗蟲不同，一般人所認知的蝗蟲身體是棕灰色，並且空群而出動的；而該廣告則只有1隻全身綠色類似的蚱蜢昆蟲，同時並沒有任何蝗蟲字眼出現。當平機會聲明刊登後，網民質疑聲明屬於「失實」、「無中生有」及「抹黑」港人，令「全香港人」萬分失望及痛心。同一時間，設計者把他們的「創作原意」公開給網民，說出這一隻類似蚱蜢的昆蟲其實是草蜢，並由網民發起「一人一信」要求林煥光道歉，以及「一人一call」致電平機會傳媒熱線投訴，有網民更將與熱線負責人的對話內容放上網。而申訴專員公署亦就平機會聲明收到零星投訴。時任香港平等機會委員會主席林煥光表示，現時面對的矛盾是非常複雜，須內地及特區政府謹慎協商，並表示事件已超越平機會的法例範圍。

## 媒體反應
此事件受到兩岸媒體的關注，不過大陸媒體轉載圖片時，因為「明白你們沒有自由」的「自由」大多被馬賽克。

## 延展
香港網民登出「香港人，忍够了！」的廣告之後，廣告圖片與內容迅速在大陸主要社交網路新浪微博、人人網等傳播，並被眾多網友加以利用，模仿創造出各種「忍夠體」版本以自嘲、娛樂或反諷，諸如「北京版」、「上海版」、「廣州版」、「深圳版」、「重慶版」、「成都版」、「天津版」、「廈門版」、「美國版」、「皇上版」或者「鴿子版」等。在各種「忍夠體」版本中，大部份版本都只將100萬背後的香港城市背景改作其它城市，但由於很多國內人不知道那石頭其實是香港著名山峰獅子山上的獅子石，故大部份地方性的「忍夠體」版本都沒有有把那屬香港的獅子山移走。

### 北京版
|  | 您願意讓北京外來人口繼續增加嗎？北京人，不忍了！北京已經容納了2000萬外來人口；北京已經接納了47.8萬隨遷子女。但是！您還破壞北京的文化，擾亂北京的秩序，炒高北京的房價，超生子女參加異地高考，吃北京喝北京還把北京罵的一文不值，麻煩您件事兒，先建設好自己的家鄉，再來建設北京。強烈要求政府修訂法案，阻止外來人口無休止湧入北京！ |

### 上海版
|  | 儂願意每一年花費40億補貼外來人口伐？上海寧，切伐消了！因為你們來淘金，所以阿拉接納了1765.67萬外來人口；因為你們來安家，所以阿拉接納了38萬外來務工人員隨遷子女；因為你們要孝敬父母，所以阿拉接納了15.95萬外來老年人口。但是！阿拉要忍受你們來破壞我們的文化；阿拉要忍受你們老鄉們對我們的指責；阿拉要忍受你們老鄉們的不文明行為。強烈要求政府修訂法案，阻止外來人口無休止湧入上海！ |

### 深圳版
|  | 來了就是深圳人。深圳，歡迎您！因為大家都是離開家的人，所以我們歡迎您；因為這是鄧爺爺為大家畫的一個圈，所以我們歡迎您；因為您是深圳繼續發展的動力，所以我們歡迎您；因為您是深圳輝煌30年的恩人，所以我們歡迎您；因為要告訴世界的人，所以下面用了『英格力士』：WELCOME TO "HOMETOWN SHENZHEN" 熱烈歡迎來深奮鬥者！祝所有深圳人新年快樂，萬事如意！ |

### 「香港人，謝謝你」
2012年2月9日，一位深圳網友自費10萬元在香港《太陽報》上刊登了整版題為「香港人，谢谢你」的廣告作為回應，其內容如下：
{{cquote|
-{两地同文同种
都是龙的传人
香港人，謝謝你！
因为明白你们所做出的贡献，所以欢迎你们来深圳生活；
因为明白你们心存大爱，所以感谢你们的捐款；
因为明白你们爱这民族，所以期待你与我们并肩前行；
因为了解你们学的是繁体字，所以下面也用繁体字；
來深圳仍尊重你的習慣，要不是香港我們會更艱難。
强烈要求 公民能互相尊重并自我約束；
媒體要彌合兩地歧義而不是誇大地域矛盾。}-
}}